# Grèce au Concours Eurovision de la chanson 1976
La Grèce a participé au Concours Eurovision de la chanson 1976 le 3 avril à La Haye. C'est la 2e participation grecque au Concours Eurovision de la chanson.
Le pays est représenté par la chanteuse Maríza Koch et la chanson Panagiá mou, panagiá mou (Παναγιά Μου, Παναγιά Μου), sélectionnées en interne par l'ERT.

## Sélection
Le radiodiffuseur grec, la Radio-télévision hellénique (ERT, Ellinikí Radiofonía Tileórasi), choisit l'artiste et la chanson en interne pour représenter la Grèce au Concours Eurovision de la chanson 1976.
| Artiste     | Chanson                                             | Langue | Traduction             |
| ----------- | --------------------------------------------------- | ------ | ---------------------- |
| Maríza Koch | Panagiá mou, panagiá mou (Παναγιά Μου, Παναγιά Μου) | Grec   | Notre Dame, Notre Dame |

Lors de cette sélection, c'est la chanson Panagiá mou, panagiá mou, interprétée par Maríza Koch, qui fut choisie. Le chef d'orchestre sélectionné pour la Grèce à l'Eurovision 1976 est Michális Rozákis.

## À l'Eurovision

### Points attribués par la Grèce
| 12 points | Royaume-Uni |
| 10 points | Italie      |
| 8 points  | Irlande     |
| 7 points  | Pays-Bas    |
| 6 points  | Autriche    |
| 5 points  | France      |
| 4 points  | Portugal    |
| 3 points  | Yougoslavie |
| 2 points  | Suisse      |
| 1 point   | Espagne     |

### Points attribués à la Grèce
| 12 points | 10 points  | 8 points | 7 points   | 6 points   |
| --------- | ---------- | -------- | ---------- | ---------- |
|           |            | - France |            |            |
| 5 points  | 4 points   | 3 points | 2 points   | 1 point    |
| - Italie  | - Finlande |          | - Belgique | - Portugal |

Maríza Koch interprète Panagiá mou, panagiá mou en 10e position, suivant la Norvège et précédant la Finlande. Au terme du vote final, la Grèce termine 13e sur 18 pays, ayant reçu 20 points au total,.